# Список альбомов № 1 в США в 1965 году (Billboard)
Список альбомов № 1 в США в 1965 году (#1 1965 Billboard 200) включает альбомы, возглавлявшие главный хит-парад Северной Америки каждую из 52 недель 1965 года по данным журнала Billboard. В нём учитываются наиболее продаваемые альбомы исполнителей США на физических носителях (грампластинки). Составляется редакцией старейшего музыкального журнала США Billboard.
В 1965 году Битлз повторили рекорд Элвиса Пресли 1957 года и свой прошлогодний: сразу три их альбома возглавляли попеременно еженедельный хит-парад за один календарный год. В 1967 году этот рекорд превысит группа The Monkees, когда сразу четыре её альбома займут первое место за один календарный год (The Monkees, More of the Monkees, Headquarter, Pisces, Aquarius, Capricorn & Jones, Ltd.). С марта 1956 года, когда чарт Billboard 200 начал публиковаться на постоянной, еженедельной основе, ни у кого больше не было четырёх альбомов № 1 за календарный год (по состоянию статистики на декабрь 2021 года). И всего только у восьми исполнителей (4 группы, 3 певца и одна певица) было по три альбома № 1 за один календарный год.

## Список альбомов № 1
| Дата        | Альбом                           | Исполнитель                 |
| ----------- | -------------------------------- | --------------------------- |
| 2 января    | Roustabout                       | Элвис Пресли / Soundtrack   |
| 9 января    | Beatles '65                      | The Beatles                 |
| 16 января   | Beatles '65                      | The Beatles                 |
| 23 января   | Beatles '65                      | The Beatles                 |
| 30 января   | Beatles '65                      | The Beatles                 |
| 6 февраля   | Beatles '65                      | The Beatles                 |
| 13 февраля  | Beatles '65                      | The Beatles                 |
| 20 февраля  | Beatles '65                      | The Beatles                 |
| 27 февраля  | Beatles '65                      | The Beatles                 |
| 6 марта     | Beatles '65                      | The Beatles                 |
| 13 марта    | Mary Poppins                     | Soundtrack                  |
| 20 марта    | Goldfinger                       | Soundtrack                  |
| 27 марта    | Goldfinger                       | Soundtrack                  |
| 3 апреля    | Goldfinger                       | Soundtrack                  |
| 10 апреля   | Mary Poppins                     | Soundtrack                  |
| 17 апреля   | Mary Poppins                     | Soundtrack                  |
| 24 апреля   | Mary Poppins                     | Soundtrack                  |
| 1 мая       | Mary Poppins                     | Soundtrack                  |
| 8 мая       | Mary Poppins                     | Soundtrack                  |
| 15 мая      | Mary Poppins                     | Soundtrack                  |
| 22 мая      | Mary Poppins                     | Soundtrack                  |
| 29 мая      | Mary Poppins                     | Soundtrack                  |
| 5 июня      | Mary Poppins                     | Soundtrack                  |
| 12 июня     | Mary Poppins                     | Soundtrack                  |
| 19 июня     | Mary Poppins                     | Soundtrack                  |
| 26 июня     | Mary Poppins                     | Soundtrack                  |
| 3 июля      | Mary Poppins                     | Soundtrack                  |
| 10 июля     | Beatles VI                       | The Beatles                 |
| 17 июля     | Beatles VI                       | The Beatles                 |
| 24 июля     | Beatles VI                       | The Beatles                 |
| 31 июля     | Beatles VI                       | The Beatles                 |
| 7 августа   | Beatles VI                       | The Beatles                 |
| 14 августа  | Beatles VI                       | The Beatles                 |
| 21 августа  | Out of Our Heads                 | The Rolling Stones          |
| 28 августа  | Out of Our Heads                 | The Rolling Stones          |
| 4 сентября  | Out of Our Heads                 | The Rolling Stones          |
| 11 сентября | Help!                            | The Beatles / Soundtrack    |
| 18 сентября | Help!                            | The Beatles / Soundtrack    |
| 25 сентября | Help!                            | The Beatles / Soundtrack    |
| 2 октября   | Help!                            | The Beatles / Soundtrack    |
| 9 октября   | Help!                            | The Beatles / Soundtrack    |
| 16 октября  | Help!                            | The Beatles / Soundtrack    |
| 23 октября  | Help!                            | The Beatles / Soundtrack    |
| 30 октября  | Help!                            | The Beatles / Soundtrack    |
| 6 ноября    | Help!                            | The Beatles / Soundtrack    |
| 13 ноября   | The Sound of Music               | Soundtrack                  |
| 20 ноября   | The Sound of Music               | Soundtrack                  |
| 27 ноября   | Whipped Cream and Other Delights | Herb Alpert's Tijuana Brass |
| 4 декабря   | Whipped Cream and Other Delights | Herb Alpert's Tijuana Brass |
| 11 декабря  | Whipped Cream and Other Delights | Herb Alpert's Tijuana Brass |
| 18 декабря  | Whipped Cream and Other Delights | Herb Alpert's Tijuana Brass |
| 25 декабря  | Whipped Cream and Other Delights | Herb Alpert's Tijuana Brass |